# Хлоя Еспозіто
Хлоя Еспозіто (англ. Chloe Esposito, нар. 19 вересня 1991, Камден, Австралія) — австралійська п'ятиборка, олімпійська чемпіонка 2016 року.

## Виступи на Олімпіадах
| Олімпіада           | Дисципліна     | Місце |
| ------------------- | -------------- | ----- |
| Лондон 2012         | особиста гонка | 7     |
| Ріо-де-Жанейро 2016 | особиста гонка | 1     |

## Зовнішні посилання
- Хлоя Еспозіто — олімпійська статистика на сайті Sports-Reference.com (англ.) (архівна версія)